# Calau-cinzento
O calau-cinzento (Lophoceros nasutus) é uma espécie africana de calau. . Tais aves medem cerca de 45 cm de comprimento, possuindo bico negro, plumagem dorsal amarronzada, ventral cinzenta e sobrancelhas brancas.